# 沙氏矮長頜魚
沙氏矮長頜魚，為輻鰭魚綱骨舌魚目象鼻魚科的其中一種，分布於非洲剛果河中游流域，體長可達7.6公分。